# Luigi Palma di Cesnola
Luigi Palma di Cesnola (29 juillet 1832 - 21 novembre 1904) est un militaire et archéologue amateur américain d'origine italienne.

## Biographie
Luigi Palma di Cesnola naît à Rivarolo Canavese, près de Turin le 29 juillet 1832.

### Carrière militaire
Il sert dans l'armée autrichienne lors de la guerre de Crimée en 1860. Il émigre ensuite aux États-unis, à New York, où il enseigne l'italien et le français. Il fonde une école militaire de formation des officiers. Il participe à la guerre de Sécession comme colonel d'un régiment de cavalerie, servant sous le nom de Louis P. di Cesnola. Il est blessé et fait prisonnier lors de la bataille d'Aldie (juin 1863). Il reçoit la Medal of Honor pour son courage.

### Carrières diplomatique et archéologique
Palma di Cesnola est ensuite nommé consul des États-Unis à Larnaca sur l'île de Chypre (1865-1877). Il s'intéresse alors aux fouilles archéologiques du site de Kourion où il met au jour nombre d'objets et d'œuvres d'arts antiques. Cette collection sera achetée par le Metropolitan Museum of Art de New York, dont Cesnola devient directeur en 1879.

## Évaluation de Cesnola par des archéologues
De son vivant, déjà, Cesnola essuya de vifs reproches de la part d'archéologues renommés. On lui a reproché d'avoir entrepris des fouilles dans le seul but de s'enrichir tout en causant des dommages irréversibles pour la recherche scientifique. Afin d'offrir à ses clients des objets aussi intacts que possible, il s'est débarrassé sans scrupules d'objets cassés liés à leur découverte. Il a en outre falsifié la déclaration des lieux d'intervention, de sorte que ceux-ci ne peuvent plus être retrouvés de nos jours. Sur la base de tels faits, le titre d'archéologue lui est aujourd'hui dénié par les spécialistes.

## Œuvres et publications
- Ten months in Libby prison. ; Philadelphie, 1865. (OCLC 773190)
- Antiquités chypriotes provenant des fouilles faites en 1868 ; Paris, 1870. (OCLC 44038943)
- Cyprus: its ancient cities, tombs, and temples. ; New York, Harper & Bros., 1878. (OCLC 768516)
- Collection of photographs of ancient oriental art. ; New York, 1880. (OCLC 40611464)
- Gaston L. Feuardent vs. Louis P. di Cesnola Testimony of the défendant. ; Luigi Palma di Cesnola, Gaston Louis Feuardent ; New York, Printed for the plaintiff by J. Polhemus, 1884. (OCLC 44011674)
- A descriptive atlas of the Cesnola Collection of Cypriote antiquities in the Metropolitan Museum of Art, New York ; Boston : J.R. Osgood, 1885-1903. (OCLC 8395540)
- An address on the practical value of the American Museum. ; Troy, N.Y., The Stowell Printing House, 1887. (OCLC 11551424)
- Address at the Unveiling of the Columbus Monument in the city of New York, October 12th, 1892. ; New York, 1892. (OCLC 64060796)